# Fortunago
Fortunago ist eine italienische Gemeinde mit 359 Einwohnern (Stand 31. Dezember 2023) in der Provinz Pavia in der südwestlichen Lombardei. Die Gemeinde liegt etwa 30 Kilometer südsüdöstlich von Pavia in der Oltrepò Pavese und gehört zur Comunità Montana Oltrepò Pavese.
Fortunago ist Mitglied der Vereinigung I borghi più belli d’Italia (Die schönsten Orte Italiens).